# Cryptoerithus halli
Cryptoerithus halli är en spindelart som beskrevs av Norman I. Platnick och Baehr 2006. Cryptoerithus halli ingår i släktet Cryptoerithus och familjen Prodidomidae.
Artens utbredningsområde är Western Australia. Inga underarter finns listade i Catalogue of Life.